# 單位分數
單位分數，或称分數單位，是分子是1，分母是正整數并寫成分數的有理數。因此單位分數都是某一個正整數的倒數，1/n。例如1/2、1/3、1/4、1/5等都是單位分數。

## 基本代數
單位分數的積必為單位分數。
{\displaystyle {\frac {1}{m}}\cdot {\frac {1}{n}}={\frac {1}{nm}}}
但加法、減法及除法的結果不一定為單位分數
{\displaystyle {\frac {1}{m}}+{\frac {1}{n}}={\frac {n+m}{nm}}}
{\displaystyle {\frac {1}{m}}-{\frac {1}{n}}={\frac {n-m}{nm}}}
{\displaystyle {\frac {1}{x}}\div {\frac {1}{y}}={\frac {y}{x}}.}

## 其他
它們的和
{\displaystyle \sum _{k=1}^{n}{\frac {1}{k}}=1+{\frac {1}{2}}+{\frac {1}{3}}+{\frac {1}{4}}+\ldots +{\frac {1}{n-1}}+{\frac {1}{n}}}
就是調和級數，隨着n增大，它會逐漸接近ln(n)+γ。
所有單位分數之和趨向無限。
{\displaystyle \sum _{k=1}^{\infty }{\frac {1}{k}}\to \infty }

所有有理數都可以寫成單位分數之和（參閱古埃及分數）。